# Ivan Chemnitzer

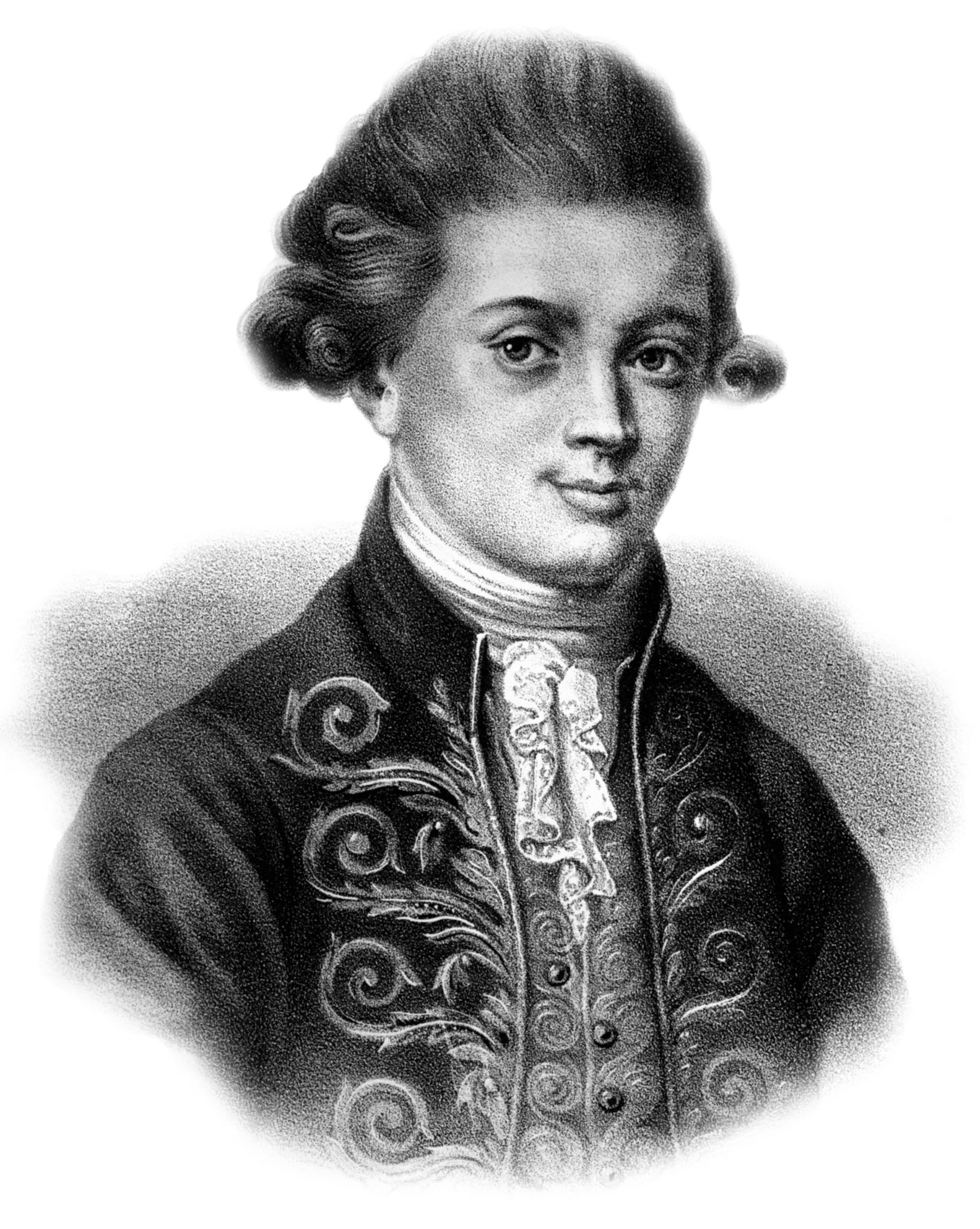
Ivan Chemnitzer.

Ivan Ivanovitj Chemnitzer (ryska: Иван Иванович Хемницер), född 16 januari (gamla stilen: 5 januari) 1745 i guvernementet Astrachan, död 30 mars (gamla stilen: 19 mars) 1784 i Smyrna, var en rysk fabeldiktare.
Chemnitzer var son till en tyskfödd militärläkare som blev 1755 förflyttad till Sankt Petersburg. Där placerades sonen i latinskola, men studierna tilltalade honom inte. Han gick som menig med i sjuårskriget, blev därefter officer, men tog 1769 avsked för att övergå till bergverken och anställdes 1781 som rysk generalkonsul i Smyrna. 
Efter att ha lämnat militärtjänsten hade Chemnitzer, som hade tyska som modersmål och även i vuxen ålder skrev på detta språk, på grund av litterära ambitioner, på allvar börjat övergå till ryska. Efter några famlande poetiska försök slog han sig på fabeldiktningen, som redan tidigare, men utan originalitet, hade införts i den ryska litteraturen. Chemnitzer var den förste, som översatte Jean de La Fontaines och Christian Fürchtegott Gellerts fabler i en tilltalande form, och han skrev själv originalfabler på ett enkelt, folkligt sätt som snarast har karaktären av små berättelser. Han var den mest betydande föregångaren till Ivan Dmitrijev och Ivan Krylov. Den första fabelsamlingen, innehållande 33 fabler, utgav han anonymt 1779. I andra utgåvan tillkom 35 nya fabler, och i en efter hans död föranstaltad ny utgåva tillkom ytterligare 23. Originalfablerna utgör till antalet totalt omkring 60.